# Franz Ludolph von Hörde zu Eringerfeld
Franz Ludolph von Hörde zu Eringerfeld (* 27. Juni 1721; † 13. Januar 1781) war Domherr in Osnabrück und Münster.

## Leben
Franz Ludolph von Hörde zu Eringerfeld entstammte dem westfälischen Adelsgeschlecht von Hörde. Er war der Sohn des Franz Christoph von Hörde und dessen Gemahlin Franziska Odilia Theodora von Galen zu Dincklage, Tochter von Wilhelm Ferdinand von Galen zu Assen und absolvierte ein Biennium in Paris. Dieses Studium war Voraussetzung für einen geistlichen Beruf. Im Jahre 1736 erhielt er von seinem Onkel Friedrich Christian von Galen zu Assen eine Dompräbende in Osnabrück. Hier wurde er am 6. August 1736 aufgeschworen. In Münster gelangte er im Jahre 1742 zu einem Domkanonikat durch den Verzicht des Domherrn Johann Friedrich von Hörde zu Schönholthausen. Bereits vier Jahre später verzichtete er auf seine Präbenden, in Münster zugunsten von Clemens August Droste zu Vischering. Franz Ludolph war in erster Ehe mit Odilia Charlotte Franzeline Josephine von Meschede zu Alme, in zweiter Ehe mit Maria Antonette von Schade zu Antfeld verheiratet.